# Royal Lodge
Royal Lodge er det hus i Old Windsor, England, hvor prins Andrew af Storbritannien har officiel residens. Det ligger i Windsor Great Park, knap 5 km fra Windsor Castle. Før prins Andrew overtog huset i 2004, var det residens for dronningemoderen Elizabeth (1952-2002).
Man kender til et oprindeligt Royal Lodge i 1662, hvor det blev kaldt Lower Lodge eller Dairy Lodge, det sidste med henvisning til et tilhørende mejeri. Det blev udvidet, og 1812 var det første gang på kongelige hænder, idet kronprins Georg (senere Georg 4.) anvendte huset som midlertidigt hjem, mens det nærtliggende Cumberland Lodge blev bygget om. Georg flyttede nogle år senere ind mere permanent, og det blev efterhånden et ret stateligt hus, og i slutningen af 1820'erne blev huset betegnet ved sit nuværende navn.
Kong Vilhelm 4. beordrede stort set hele huset revet ned i 1830, og ti år senere stod et nyt hus klar. Siden har det i varierende omfang været brugt af medlemmer af den kongelige familie og af officerer i det kongelige følge.